# 綱丁
綱丁（こうちょう/ごうちょう）とは、律令制において、庸や調、舂米を京に運ぶ際に運脚の指揮・管理を担当した正丁。

## 概要
四度使の1つである貢調使やこれを補佐する郡司である調綱郡司の指揮下にあったが、綱丁自身が明細にあたる門文を持参し、領収書にあたる返抄を受け取る必要があった。万が一不足が発生した場合には綱丁が弁償を行う必要に迫られる（綱丁が6割・運脚全員で4割）場合もあったため、正丁とは言っても輸送量が300石以上は国府の史生以上、それ未満は郡司及びその子弟、富豪層が務めるのが原則とされていた（『延喜式』）。また、封戸からの封物の送付や荘園からの年貢の送付の責任者も綱丁と称した。9世紀後半に入ると、官司が一方的に不足と主張して綱丁や運脚に弁償を迫ったり、反対に門文の内容を誤魔化して差額を私物化する綱丁が現れるなどの問題が生じた。